# The Rise and Fall of Ziggy Stardust and the Spiders from Mars
A The Rise and Fall of Ziggy Stardust and the Spiders from Mars (röviden Ziggy Stardust vagy csak egyszerűen Ziggy) David Bowie 1972-es konceptalbuma. Az Egyesült Királyság albumlistájának ötödik helyéig jutott, míg az USA-beli Billboardon a hetvenötödik pozícióig. Az azonos nevű koncertfilm D. A. Pennebaker rendezésében 1973-ban jelent meg. Szerepel az 1001 lemez, amit hallanod kell, mielőtt meghalsz című könyvben.

## Az album dalai
| 1. | Five Years       | David Bowie | 4:44 |
| 2. | Soul Love        | Bowie       | 3:33 |
| 3. | Moonage Daydream | Bowie       | 4:35 |
| 4. | Starman          | Bowie       | 4:13 |
| 5. | It Ain't Easy    | Ron Davies  | 3:00 |

| 1. | Lady Stardust         | Bowie | 3:20 |
| 2. | Star                  | Bowie | 2:50 |
| 3. | Hang on to Yourself   | Bowie | 2:40 |
| 4. | Ziggy Stardust        | Bowie | 3:13 |
| 5. | Suffragette City      | Bowie | 3:25 |
| 6. | Rock 'n' Roll Suicide | Bowie | 3:00 |

## Közreműködők
- David Bowie – gitár, billentyűsök, szaxofon, vokál
- Trevor Bolder – basszusgitár
- Dana Gillespie – háttérvokál
- Mick Ronson – gitár, zongora, vokál
- Mick "Woody" Woodmansey – dob

### További közreműködők
- Brian Ward – fényképek
- Mick Rock – fényképek
- Terry Pastor – művészi munka
- Peter Mew és Nigel Reeve – remastering

## Külső hivatkozások
- The Ziggy Stardust Companion
- Moonage Daydream: The Life & Times of Ziggy Stardust a limited edition book by David Bowie & Mick Rock